# Marcel Tisserand
Marcel Tisserand (Meaux, Francia, 10 de enero de 1993) es un futbolista congoleño. Juega como defensa y su club es el Sydney F. C. de la A-League.

## Clubes
| Club                    | País           | Año       |
| ----------------------- | -------------- | --------- |
| A. S. Monaco F. C.      | Francia        | 2013-2016 |
| R. C. Lens (cedido)     | Francia        | 2014      |
| Toulouse F. C. (cedido) | Francia        | 2014-2016 |
| F. C. Ingolstadt 04     | Alemania       | 2016-2018 |
| VfL Wolfsburgo (cedido) | Alemania       | 2017-2018 |
| VfL Wolfsburgo          | Alemania       | 2018-2020 |
| Fenerbahçe S. K.        | Turquía        | 2020-2022 |
| Ettifaq F. C.           | Arabia Saudita | 2022-2024 |
| Abha Club (cedido)      | Arabia Saudita | 2024      |
| Khaleej Club            | Arabia Saudita | 2024-2025 |
| Sydney F. C.            | Australia      | 2025-     |